# Полисульфид стронция
Полиульфиды стронция — бинарные неорганические соединение стронция и серы. Могут содержать в молекуле от 2 до 5 атомов серы, и часто представляют собой смеси из нескольких веществ этого ряда.

## Получение
- Сплавление сульфида стронция с серой или нагревание его с серой в присутствии воды с образованием раствора, химический состав которого зависит от соотношения реагентов:

SrS +1÷4S → SrS2÷5

## Физические свойства
Полисульфиды стронция – красные (SrS5 –жёлтый) кристаллические вещества, хорошо растворимые в воде.
Наиболее подробно описан тетрасульфид, образующий кристаллогидрат SrS4∙6H2O — красные, очень гигроскопичные кристаллы, с Tпл. = 25°С, который в расплавленном состоянии образует красно-коричневую сиропообразную жидкость.

## Химические свойства
- Кристаллогидраты разлагаются при нагревании, сначала отщепляя воду, а затем (при значительно более сильном нагревании) и элементную серу. Например:

{\displaystyle {\mathsf {SrS_{4}\cdot 6H_{2}O\ {\xrightarrow[{-4H_{2}O}]{100^{o}C}}\ SrS_{4}\cdot 2H_{2}O\ {\xrightarrow[{-2H_{2}O}]{T}}\ SrS+3S}}}